# لشکر ۲۵ (بریتانیا)
لشکر ۲۵ بریتانیا (انگلیسی: 25th Division) لشکر پیاده‌نظام نیروی زمینی بریتانیا بود، که در سال ۱۹۱۴ تأسیس شد و در سال ۱۹۱۹ منحل گردید.
لشکر بیست و پنجم، یک لشکر پیاده نظام ارتش بریتانیا بود که در سپتامبر ۱۹۱۴، اندکی پس از آغاز جنگ جهانی اول، به عنوان بخشی از ارتش جدید سوم لرد کیچنر تشکیل شد. این لشکر در بیشتر دوران جنگ در جبهه غرب خدمت کرد.